# Nha Ho
La Nha Ho (en vietnamita: Nha Hố) es una de las ciudad que conforman la organización territorial de la República Socialista de Vietnam.
Este lugar es conocido por sus campamentos agrícolas experimentales, desarrollo y conservación de variedades vegetales y animales adecuados al clima local, en los que se cultivan variedades de uva, especialmente productos de la provincia de Ninh Thuan.

## Geografía
Nha Ho está situada al oeste de la comuna de Nhon Son, a 14 km del centro de la ciudad de Phan Rang-Tháp Chàm. Tiene una topografía relativamente plana, con dirección de inclinación de Norte, Noroeste a Este y Sudeste.
Nha Ho se encuentra en una zona relativamente seca. El clima de Nha Ho es el típico clima tropical, con mucho viento, mucho sol y pocas tormentas. El rango de temperatura promedio diario oscila entre 11,0 y 14,9 °C, de los cuales la más baja se da en diciembre con 5,7 °C, y la máxima en agosto con 20,4 °C. Debido a su ubicación en la zona tropical, con abundante radiación solar, el calor total anual en Nha Ho, así como en otras áreas de Ninh Thuan, es relativamente alto, oscilando entre 9.774 y 10.180 °C. La temperatura media aumenta gradualmente a partir de enero y alcanza un máximo de 29,1. °C en mayo-junio, luego disminuye lentamente en julio-agosto. En septiembre, la temperatura comienza a descender rápidamente y alcanza un mínimo en enero con un valor de 24,6 °C. Aunque solamente está a unos 10 km de Phan Rang, la temperatura máxima mensual promedio en Nha Ho es siempre alrededor de 0,-1,3 °C. La humedad relativa media anual en Nha Ho suele alcanzar entre el 75 y el 80,7 %, un 1 % más que la de Phan Rang y entre un 1 y un 3 % más en todos los meses del año. El número de días con fuertes vientos secos y cálidos del oeste es de 11,2 a 25,6 % del total de días con vientos cálidos y secos del oeste, 1,7 días/año en promedio.

## Toponimia
El nombre de Nha Ho viene del idioma cham. Cuenta la leyenda que alrededor del siglo XII, durante el reinado del rey Po Klong Garai del reino Panduranga, el rey construyó la presa de Nha Trinh en el río Cai Phan Rang. Después de completar este trabajo, el nuevo rey estableció una aldea cercana para cuidar la presa y la llamó Chahoch. Más tarde, después de casi 900 años, este nombre se transformó a Nha Ho, como lo es hoy.
Hoy en día, el topónimo Nha Ho todavía se conserva como unidad administrativa como dos aldeas, Nha Ho 1 y Nha Ho 2, ambas en la comuna de Nhon Son.